# SPORTS & MUSIC PROGRAM 阿部宣祐のSplash Hit!
SPORTS & MUSIC PROGRAM 阿部宣祐のSplash Hit!（スポーツアンドミュージックプログラム あべのぶひろのスプラッシュヒット）は、ミュージックバードで、2006年4月1日から2008年3月29日まで放送されていた番組。放送時間は、毎週土曜日の18:00～18:55（JST）。また、一部のコミュニティ放送局でもネットされていた。

## 概要
阿部宣祐をパーソナリティとして、面白い話や知って得する情報、ドキュメンタリーなどをピックアップしたスポーツ情報を送る。
パーソナリティの好みが「千葉ロッテマリーンズ」「鹿島アントラーズ」「（出身の）立教大学」であるため、特に東京六大学野球については熱く、打倒早稲田に対する思いが強い。
基本的に生放送だが、競輪や実況の仕事と重なる場合は録音放送になる。
2007年4月から、TVモニターのある広いスタジオに変更となり、放送開始ギリギリまでスポーツ中継をチェックすることが可能になった。
一時期、ブログが廃止されたが、後に再開された。

## タイムテーブル（2007年11月）
- 18:00-18:08 オープニング・音楽
- 18:08-18:15 「今日のスポーツ速報」
- 18:15-18:20 音楽
- 18:20-18:25 （特集）
- 18:25-18:30 音楽
- 18:30-18:35 （週替わりコーナー）
- 18:35-18:40 音楽
- 18:40-18:50 「Splash Bar」
- 18:50-18:55 エンディング

## コーナー
- 今日のスポーツ速報

放送日のスポーツ結果速報および、野球やサッカー中心に、ナイトゲームの対戦カード紹介。
- 特集

週末行われる注目スポーツの紹介や、その週に行われたスポーツを振り返る。
人物やチームなどにターゲットを絞ることもある。
- Splash Bar

リスナーからのメッセージや、リクエスト音楽を紹介。国内の野球・サッカーの話題が中心。
メールは24時間受け付け。ファックスは、番組開始から18時40分まで。リクエストは、17時までに送ると当日かかる可能性が高く、生放送中に送った場合は翌週以降のオンエアーとなる。(これはワンマン放送のためである)ただし、公式ブログの「レコードルーム」で紹介されている曲に関しては、当日でも可能となることが多い。
以前、パソコンが壊れてメールの受信できなくなり、「Splash Bar」が中止になったことがあった。また、FAXも受信不可能になることがある。

### 週替わりコーナー
- マリーンズファイティン

千葉ロッテマリーンズサポーターのパーソナリティが、マリーンズへの熱き気持ちを伝える。コーナー後の音楽は、マリーンズ選手の応援歌の原曲などを紹介。
コーナーBGMは「ウィラブマリーンズ」のカラオケ版。
- りんりん富山競輪コーナー

翌日のレースの展望や注目選手をピックアップする。
昼間、スピードチャンネルの富山競輪中継を担当していた場合の限定コーナー。
- Splash版 ウルトラクイズ

スポーツに関する○×クイズをリスナーに出題。いじわる問題が多く、正解率が4割に満たないことも多い。
2008年1月12日より、「史上最大！第○回Splash版ウルトラクイズ2008」となった。
- Splash版 歌声喫茶

選手の応援歌などをリスナーと一緒に歌おうというコーナー。過去には阪神に移籍した新井貴浩選手のテーマや（大学ラグビーで優勝した）早稲田大学校歌などを取り上げた。

### スペシャルコーナー
- ウイキペディアを支配せよ

このページをリスナー全員で編集してしまおうというコーナー。2007年11月10日の放送で告知された。

### 過去のコーナー
- スリリング競馬

パーソナリティが競輪担当になったため、2007年3月に終了した。リスナーから競馬予想のメッセージが届いた場合には、臨時でコーナーにする事も。